# Tony Carello
Antonio "Tony" Carello (Torí, Itàlia; 10 de març de 1951) és un pilot de ral·li italià actualment retirat que va disputar proves del Campionat Mundial de Ral·lis, del Campionat d'Europa de Ral·lis i del Campionat d'Itàlia de Ral·lis. Va ser campió d'Europa l'any 1978 amb un Lancia Stratos HF.

## Trajectòria
Carello s'inicia a la competició de ral·lis a principis dels anys 70, disputant per primera vegada una prova del Campionat Mundial de Ral·lis l'any 1973 al pendre part del Ral·li de Sanremo amb un Opel Ascona.
A partir de 1974 comença a disputar els ral·lis amb vehicles Lancia, tenint presència habitual als ral·lis italians del Campionat d'Europa de Ral·lis. L'any 1977 aconsegueix finalitzar en quarta posició el Tour de Còrsega amb un Lancia Stratos HF del Jolly Club, el seu millor resultat en una prova del Mundial.
La temporada 1978 guanya el Campionat d'Europa de Ral·lis amb un Lancia Stratos HF, guanyant en 7 dels ral·lis d'aquella temporada, entre d'altres al Ral·li Costa Brava i el Ral·li RACE.